# Willaertia
A Willaertia szabadon élő, nem patogén termofil ostoros amőbák nemzetsége a Naegleriidae kládban.
Az először Johan de Jonckheere által 1984-ben felfedezett nemzetség életciklusa a Heterolobosea többi tagjáéhoz hasonlóan 3 szakaszos: ciszta-, amőba- és ideiglenes ostoros állapotból áll. Számos környezetben megél, és egy 2020-as kutatás szerint a Legionella pneumophila biocidja lehet.

## Etimológia
A Willaertia nemzetségnevet az eredeti felfedező, de Jonckheere javasolta, és dr. Eddy Willaert nevéből ered.

## Történet
A Willaertiát 1984-ben fedezte fel Johan F. de Jonckheere, aki először 2 törzsét mutatta ki tulokformák ürülékéből és 3-at talaj- és vízmintákból. Morfológiai úton megállapította, hogy a W. magna különbözik a Vahlkampfiidae más nemzetségeitől, például a közeli rokon Naegleriától. Ilyen különbségek például a cisztaméret, a diminazénre való érzékenység, az amőbaállapot morfológiai különbségei és az ostoros állapot akkor feltételezett hiánya. A Willaertia különbségét később genomelemzés is igazolta. 1989-ben Robinson  et al. ideiglenes ostoros állapotát fedezték fel. Az 5 év alatt, melyben már ismert volt, de nem volt ismert ostoros állapota, R. Michel és W. Raether a Willaertián végeztek kutatást anélkül, hogy tudták volna. Ostoros állapot indukálására voltak képesek egy amőbában, de önálló nemzetségbe sorolták, mert az eredeti leírásban kiemelt lényeges jellemző volt az ostoros állapot hiánya. Ezért a nemzetséget Protonaegleriának, a fajt P. westphalinak nevezték el. Amikor 1989-ben de Jonckheere felfedezte a Willaertia ostoros állapotát, kimutatta, hogy a W. magna és a P. westphali azonosak. 1999-ben genetikai elemzés igazolta ennek helyességét. Azóta a két név szinonim, a Willaertia magna elsőségi okokból helyes.

## Ökológia
Termofil amőba: magas hőmérsékleten is képes nőni, akár 44 °C-on. Bár számos helyen megtalálható, általában úszásra használt magas hőmérsékletű vizekben él. Első mintáját tulokformák ürülékében találták, azóta igazolták létét édesvízben, kutya-emésztőrendszerben és talajban.
Környezetében élő mikroorganizmusokat – például baktériumokat és gombákat – eszik. Jelentős preferenciája van bizonyos baktériumok – például Legionella pneumophila – felé, ha elérhetők. Nem patogén.

## Leírás
A Willaertia életciklusa 3 szakaszos: amőboid, ideiglenes ostoros és cisztaállapot közt váltakozik. Amőbái nagyok, gyakran 50–100 μm-esek. A Heterolobosea legtöbb tagjához hasonlóan állábai kitörnek, és a Vahlkampfiidae legtöbb tagjához hasonlóan jelentős uroidja van a sejtplazmamozgások miatt. Mitokondriumai gömbölyűek vagy nyújtottak, cristáik különös alakúak: párhuzamos vagy váltakozó csövekben elrendezett perforált lemezekből állnak. Golgi-szerű zsákjai vannak, de hagyományos diktioszómája nincs. Gyakran többmagvú, de lehet egymagvú, trofozoitája jól látható mag körüli szemcsékkel rendelkezik. 5 jól látható ozmiofil mag körüli szemcséje is van ezenkívül határolómembrán nélkül. Nukleólusza nagy, de lazán szervezett. A Naegleriától egyértelműen megkülönbözteti interzonális testei magosztódás előtti hiánya. Nem ismert ivaros szaporodása, de ivartalan szaporodását részletesen leírták ostoros és amőboid állapotában is.
Ideiglenes ostoros állapota általában 16,5–25 μm-es, átlagos sejttérfogata 2500 μm3. Általában 4 ostora van, és nincs sejtszája, azonban mérete és szerkezete változhat. A priimer ostorosok közvetlenül a trofozoitákból alakulnak ki, és eleinte gömbölyűek, majd tojás alakúvá válnak, gyakran kissé elöl lapulva, ahogy mozgásképessé válnak. Az ostoros állapot érésekor az ostorok két párban jelennek meg. Mire a sejt érett méretének mintegy felét eléri, a 4 ostor egyenlő hosszú. Az amőbaállapothoz hasonlóan képes osztódásra. Ekkor a mag az elülső fal felé vándorol, és megtartja mag körüli szemcséit.
A ciszta felszínén egyes antigénjei a Naegleriáéval közösek. 18–21 μm átmérőjű cisztái nagyok, és számos pórussal rendelkeznek laza ektocisztával. A pórusokban pórusdugó van, és a ciszták gömbölyűek maradnak, kivéve tenyészetben, ahol a nyomás miatt szögletessé válnak. A mag körüli szemcsék az amőba cisztává válásakor eltűnnek. A ciszta fala egyenetlen és vastag, lipidszemcsékkel és gömbölyű mitokondriumokkal.

### Genetika
A Willaertia magna a Vahlkampfiidae 4. szekvenált faja. Genomja mintegy 36,5 Mbp hosszú, 18 519 génnel, kevesebbel, mint a Naegleria gruberié, de többel, mint a N. fowlerié. GC-tartalma 25%, kisebb, mint a közeli rokon Naegleriáé, ahol ugyanez 36%. Filogenetikai elemzés alapján legközelebbi rokona a Naegleria.
A 13 571 szekvenált fehérje 67,7%-a közös eukariótákkal és 5,1% közös baktériumokkal. Kromoszómaszáma ismeretlen, de feltehetően 15–23 között van. Feltehetően ezek körkörösek, de ez nem igazolt. A legtöbb – 1060 – gén feltehetően poszttranszlációs módosításokban érintett.

## Gyakorlati jelentőség
Egy 2020-as kutatás szerint egyes W. magna-törzsek biokontrollra vagy biocidként használhatók: például a W. magna C2c Maky törzs képes Legionella pneumophila elölésére. A L. pneumophila, a legionellózis oka jelentős probléma, minthogy hűtőtornyok vizében gyakori. Az ottani magas hőmérsékletek miatt a termofil W. magna könnyen nő sok más élőlénnyel szemben. A L. pneumophila gyakran más amőbákat használ terjedési vektorként, de a W. magna teljesen le tudja bontani emésztő űröcskéken belül. A W. magna biztonságos jelölt a legionellózis megszüntetéséhez, mivel se embernek, se más állatoknak nem ártalmas. Ezt megerősítette genetikai elemzés, és csökkentheti a kémiai biocidok használatát. További kutatások folynak arról, hogy a W. magna fungicid szereknek ellenálló növénypatogének biokontrolljára is használható, például szójabab vagy búza rozsdásodását okozó gombák ellen.

## Fordítás
Ez a szócikk részben vagy egészben  a   Willaertia című angol Wikipédia-szócikk ezen változatának fordításán alapul.  Az eredeti cikk szerkesztőit annak laptörténete sorolja fel. Ez a jelzés csupán a megfogalmazás eredetét és a szerzői jogokat jelzi, nem szolgál a cikkben szereplő információk forrásmegjelöléseként.